# Il tempo è dalla mia parte
Il tempo è dalla mia parte è un album in studio del cantautore italiano Luca Madonia, pubblicato nel 2017.

## Tracce
1. Il nostro tempo
2. La vita come viene
3. Senza rete
4. Il giorno che sarà
5. E per un attimo
6. Non ho più fretta
7. Mai cresciuti
8. Le parole che ti do
9. Ci sei anche tu
10. Prendi quella stella